# الجبانة (المخادر)

تعديل مصدري - تعديل

الجبانة هي إحدى قرى عزلة السحول بمديرية المخادر التابعة لمحافظة إب، بلغ تعداد سكانها 1452 نسمة حسب تعداد اليمن لعام 2004.